# Shizuoka

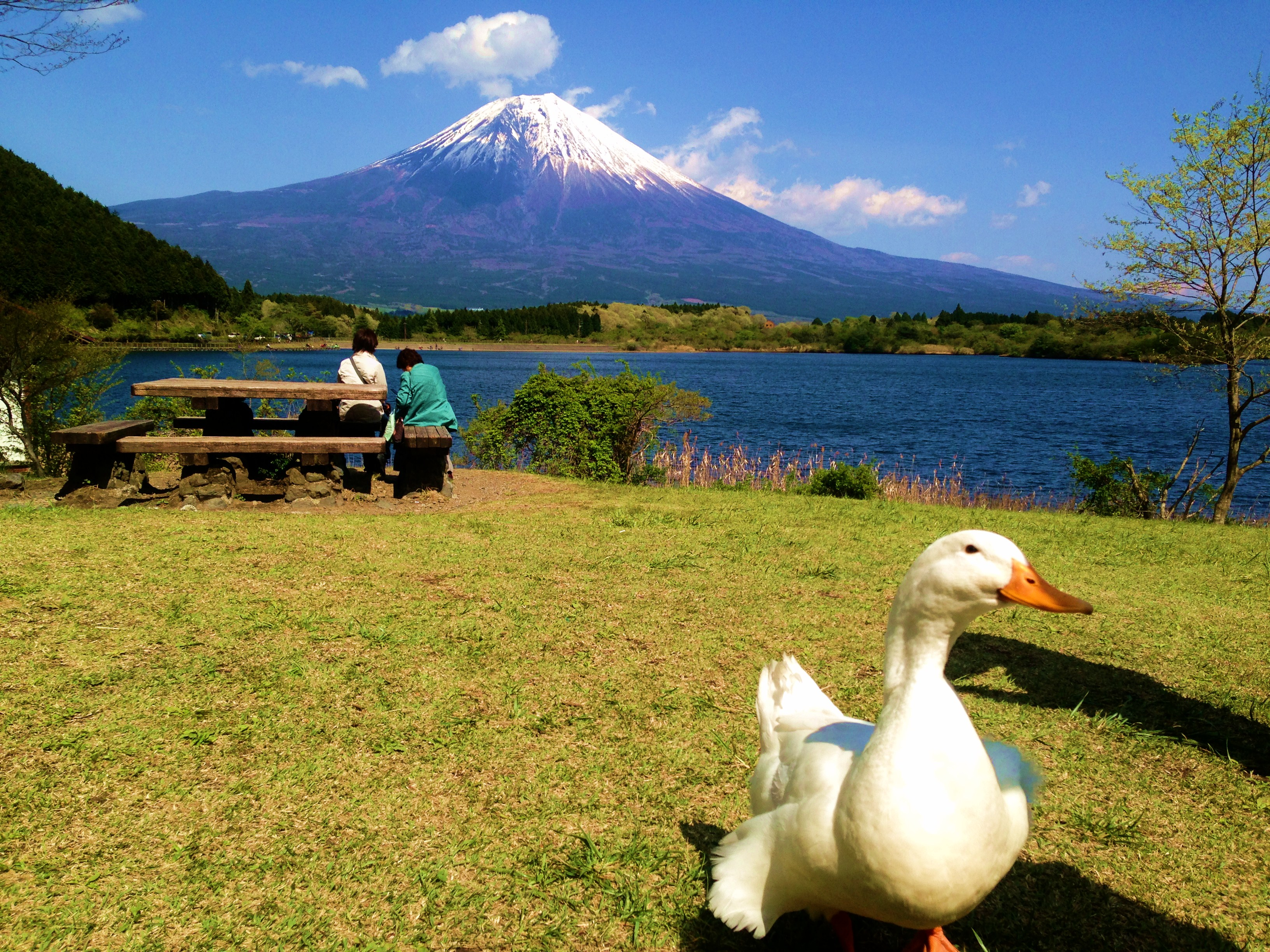
Vista do Monte Fuji de Fujinomiya

Shizuoka (prefeitura) (静岡県, Shizuoka-ken) é uma prefeitura do Japão localizada  na Chūbu (região) de Honshu. A capital é a cidade de Shizuoka, enquanto Hamamatsu é a maior cidade por população.

## História
A área coberta pela atual província de Shizuoka estava anteriormente dividida entre três regiões chamadas Totomi, Suruga e Izu. No período Edo, as áreas controladas diretamente pelo Shogunato, correspondentes aos estados de Hatamoto (dependentes diretos do Shogun) e os territórios do Daimyo (senhor feudal) formavam uma complexa matriz ao longo da paisagem.
No momento da abolição do sistema han e do estabelecimento das províncias em julho de 1871, três províncias foram formadas dentro da atual Shizuoka: Nirayama (Izu), Shizuoka (Suruga, Totomi) e Horie (parte norte do lago Hamanako). Em novembro do mesmo ano, a província de Nirayama tornou-se parte da província de Ashigara, e uma nova província, Hamamatsu, foi estabelecida em Enshu.
Depois, com a dissolução da província de Ashigara em abril de 1876, as antigas províncias de Izu e Shizuoka uniram-se, ocorrendo em seguida a junção das províncias de Hamamatsu e Shizuoka em 21 de agosto do mesmo ano. Nasceu assim a atual província de Shizuoka.

## Geografia
A Província de Shizuoka está localizada na região central do Japão tendo ao norte o Monte Fuji e ao sul o Oceano Pacífico e a Baía de Suruga.
Além da natureza bela e exuberante, da rica herança histórica e cultural, a Província conta com um clima ameno e um acesso extremamente conveniente, que a liga com outras regiões do Japão.
A linha costeira da Província de Shizuoka se estende por 500 km de leste a oeste, ao longo do Mar de Enshu e das Baías de Suruga e Sagami. Ao norte a Província é cercada por montanhas de mais de 3.000 metros, como o Monte Fuji(富士山) e os Alpes Sulinos.
Vários rios que percorrem a província, como os rios Fuji, Ohi e Tenryu têm suas nascentes nessas montanhas.

### Cidades
Em negrito, a capital da prefeitura.
| - Atami - Fuji - Fujieda - Fujinomiya - Fukuroi - Gotenba | - Hamakita - Hamamatsu - Ito - Iwata - Izu - Izunokuni | - Kakegawa - Kikugawa - Kosai - Makinohara - Mishima - Numazu | - Omaezaki - Shimada - Shimizu - Shimoda - Shizuoka - Susono | - Tenryu - Yaidu |

### Distritos
| - Distrito de Fuji - Shibakawa - Distrito de Haibara - Kawanehon - Kawane - Yoshida | - Distrito de Hamana - Arai - Distrito de Ihara - Fujikawa - Kanbara - Yui | - Distrito de Kamo - Higashiizu - Kawazu - Matsuzaki - Minamiizu - Nishiizu | - Distrito de Shida - Oigawa - Okabe - Distrito de Shuchi - Mori - Distrito de Sunto - Nagaizumi - Oyama - Shimizu - Distrito de Tagata - Kannami |

- Haibara
- Honkawane
- Kanaya
- Nakakawane
- Sagara
- Haruno
- Maisaka
- Yuto
- Distrito de Inasa
  - Hosoe
  - Inasa
  - Mikkabi
- Distrito de Iwata
  - Ryuyo
  - Fukude
  - Misakubo
  - Toyoka
  - Sakuma
  - Tatsuyama

## Economia
A economia de Shizuoka é a segunda maior economia do Japão, ela é demarcada pela sua tecnologia e desenvolvimentos cientificos que isso ajuda principalmente a sua maior intenção em avançar em educação que isso ajuda parte do Japão a se desenvolver.

## Transportes
Desde há muito tempo que Shizuoka tem sido um ponto estratégico no fluxo de tráfego entre o leste e o oeste, passando pelas principais rotas do Japão.
Recentemente, a província tem-se tornado cada vez mais importante como via de tráfego estratégica, e tanto a Tokaido Shinkansen como a Rodovia Expressa Tomei, principais artérias da rede nacional de tráfego, passam pela nossa província.
A construção do Aeroporto de Shizuoka e a Segunda Rodovia Expressa Tomei já se iniciaram, para melhorar ainda mais o fluxo de tráfego pela Província de Shizuoka.

## Turismo
Privilegiada com uma rica natureza, a Província conta com a beleza das paisagens de montanhas, rios, planícies, linha costeira, termas e lagos, que estão em constantes mudanças conforme cada estação do ano. O majestoso Monte Fuji nas diferentes estações. As montanhas e as famosas termas da península de Izu. Os magníficos Alpes Sulinos. As correntezas dos rios Fuji, Abe, Ohi e Tenryu. E o extenso Lago Hamana. Lugares famosos e historicamente significantes como as cataratas de Shiraito e Irozaki, o Monte Kuno, onde se encontra a sepultura de Tokugawa Ieyasu, o primeiro Shogun do Japão (1542-1616). Numerosos lugares cujas belas paisagens atraem muitos turistas.

## Símbolos prefeiturais
Emblema da Província e Bandeira da Província
O emblema é uma combinação do formato do Monte Fuji com o mapa da Província. A bandeira da província ostenta o emblema provincial.
O fundo azul representa a expansão aparentemente infinita do céu e do Oceano Pacífico, simbolizando o progresso e o desenvolvimento de Shizuoka.
O emblema provincial propriamente dito é branco.
A parte laranja dentro do emblema provincial representa tanto a paixão e a unidade dos habitantes da província como os radiantes raios solares de Shizuoka.
Flor da Província: Azaléa Pássaro da Província: “Sankocho” Árvore da Província: “Mokusei”
Existem muitas variedades de azaléas em Shizuoka. Há, também, espécies que são encontradas somente nesta província. Ela foi escolhida pelos seus cidadãos, por ser muito popular e de fácil adaptação ao clima. Este pássaro de verão chega ao Japão no mês de abril. Eles vivem nas regiões próximas ao Monte Fuji e ao longo da província. O seu canto se assemelha com os dizeres “tsuki, hi, hoshi, hoihoihoi”, cujo significado é “lua, sol, estrela”. Por isso, é chamado de “pássaro dos 3 raios”. Esta árvore se desenvolve em clima quente, com muita luz solar e umidade moderada. É plantada nos jardins e margens de lagos pela fragrância de suas flores, podendo ser encontrada ao longo de toda a província.